# Ladotyri Mytilinis

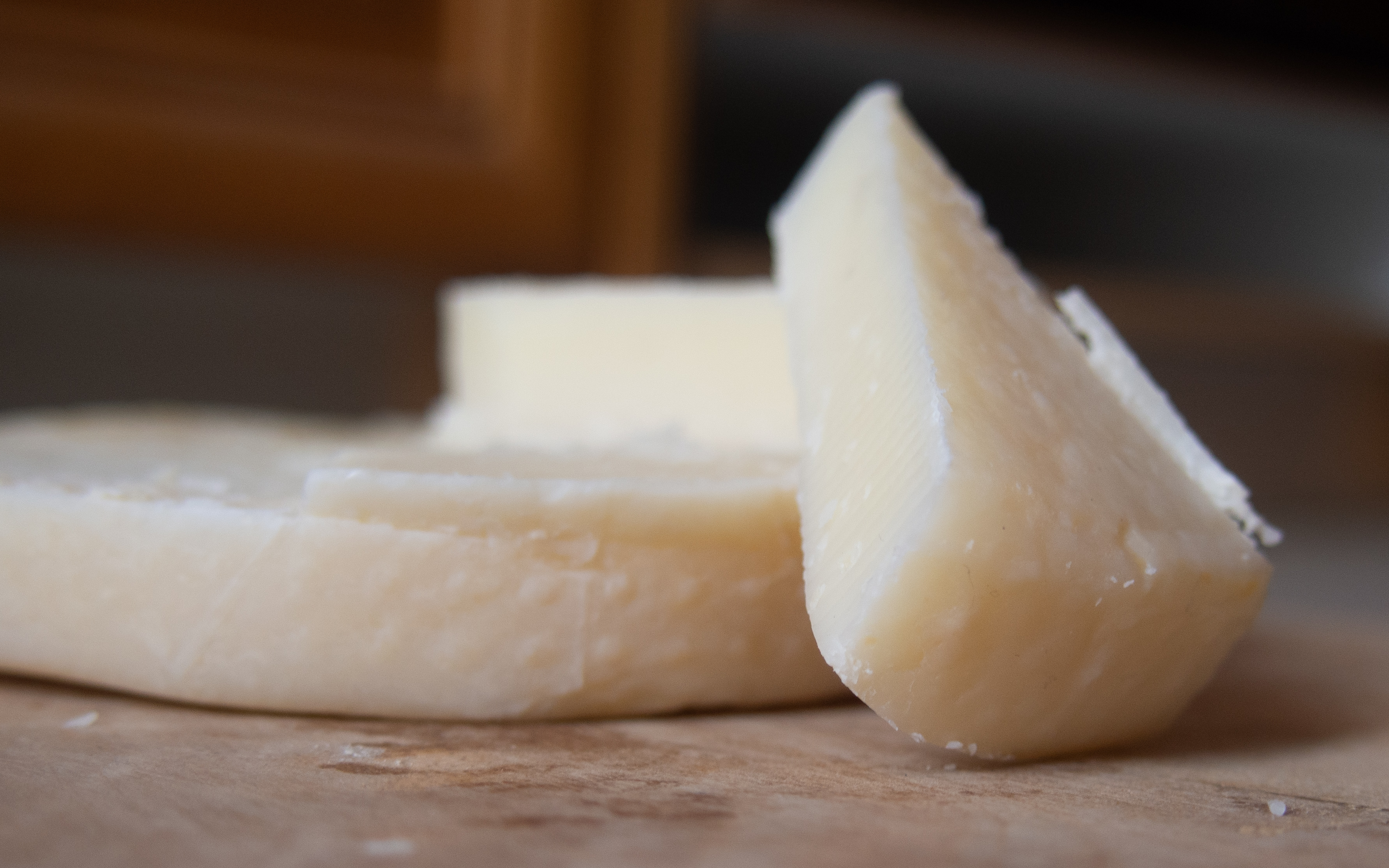
Ladotyri Mytilinis

Ladotyri Mytilinis (Grieks: Λαδοτύρι Μυτιλήνης) is een traditionele Griekse kaas, afkomstig van het eiland Lesbos in de Egeïsche Zee.
Deze harde, roomwitte tot lichtgele kaas wordt al vele eeuwen gemaakt en heeft sinds 1996 de status van BOB (beschermde oorsprongsbenaming). Na twee tot drie maanden rijping wordt de kaas ingelegd in olijfolie. De geurige kaas is licht pittig en erg zout. Hij wordt op zichzelf gegeten maar ook verwerkt in traditionele gerechten en salades.

## Etymologie
Ladotyri Mitilinis is de transliteratie van de Griekse naam Λαδοτύρι Μυτιλήνης. Het eerste woord Λαδοτύρι is opgebouwd uit de zelfstandige naamwoorden: λάδι [ládi] en τυρί [tyrí], respectievelijk betekenen ze: olijfolie en kaas. Het tweede woord Μυτιλήνης is de genitiefvorm van Μυτιλήνη [Mytilíni] en verwijst naar Mytilini de hoofdstad van het eiland Lesbos. Ladotyri Mitilinis kan dus letterlijk worden vertaald als Mytilineese olijfoliekaas.

## Productie en kenmerken
Ladotyri Mytilinis wordt gemaakt van gepasteuriseerde schapenmelk, eventueel gemengd met geitenmelk. Het productieproces begint met het stremmen van de melk bij een temperatuur van 32 tot 34 °C, waarna de wrongel verbrokkeld en tot 45 °C verhit wordt. De meeste wei wordt verwijderd en de wrongel wordt geperst tot een compacte massa. Deze wordt in stukken gesneden en in cilindervormige mallen geplaatst.
Na het zouten ligt de kaas in een rijpingsruimte, tegenwoordig twee tot drie maanden, vroeger vier tot vijf maanden. De eerste drie dagen wordt de kaas dagelijks gezouten, daarna gedurende tien tot twintig dagen dagelijks omgekeerd. Aan het einde van deze periode wordt de kaas gewassen met warm water en in een omgeving met een lage luchtvochtigheid geplaatst totdat de rijping is voltooid. Na een laatste wasbeurt wordt de kaas gedroogd en dan ingelegd in olijfolie of paraffine om de kaas te kunnen bewaren.

## Culturele betekenis
Ladotyri Mytilinis is een belangrijk onderdeel van de lokale cultuur en economie van Lesbos. De kaasproductie en de olijventeelt spelen een grote rol in de landbouwsector van het eiland.